# 남수단의 코로나19 범유행
다음은 남수단의 코로나19 범유행 현황에 대한 설명이다.
COVID-19 대유행은 2020년 4월 5일 남수단에 도달한 것으로 확인되었다. 처음 확인된 4건은 유엔 근로자였다. 7월 27일 현재 남수단의 COVID-19로 인한 확진자는 2313명, 사망자는 46명이다. 7월 23일 기준으로, 13,040개의 시험이 있다.

## 배경
세계보건기구(WHO)는 12일 2019년 12월 31일 처음 WHO의 주목을 받았던 중화인민공화국 후베이성 우한시의 한 집단에서 신종 코로나바이러스가 호흡기 질환의 원인임을 확인했다. 이 군단은 처음에 우한화난수산물도매시장과 연결되어 있었다. 그러나 실험실 확정 결과가 나온 그 첫 사례들 중 일부는 시장과 연관성이 없었고, 전염병의 근원은 알려져 있지 않다.
2003년 사스와 달리 COVID-19의 경우 치명률은 훨씬 낮았지만, 총 사망자 수가 상당할 정도로 감염 경로는 훨씬 더 컸다. COVID-19는 전형적으로 약 7일 정도의 독감과 유사한 증상을 보이며, 그 후 일부 사람들은 병원에 입원해야 하는 바이러스성 폐렴의 증상으로 발전한다. 3월 19일부터 COVID-19는 더 이상 "높은 결과 감염병"으로 분류되지 않았다.

## 연혁

### 예방 노력
3월 14일, 남수단은 코로나바이러스에 감염된 나라들로 가는 비행을 중단했다. 3월 20일, 모든 학교와 대학의 수업은 4월 19일까지 중단되었고, 후세인 압델바기 부통령은 6주간 스포츠, 사회, 정치, 종교 모임의 중지를 명령했다. 이는 3월 25일 오후 8시부터 오전 6시까지 야간 통행금지에 의해 이어졌다. 3월 27일, 수단에서 격리된 약 500명의 사람들이 렌크에서 탈출했고, 이로 인해 북부 상나일주는 14일 동안 봉쇄되었다. 코로나바이러스가 말리에 도달한 이후인 3월 25일부터 2020년 4월 5일까지 남수단은 COVID-19의 확진환자가 없는 지역별로 가장 큰 나라였다.

## 같이 보기
- 아프리카의 코로나19 범유행
- 나라별 코로나19 범유행